# كارين ايواتا
كارين ايواتا (باليابانية: 岩田華怜) (و. 1998 – م) هي مغنية، وممثل أداء صوتي ياباني، وممثلة، وممثلة طفلة، من اليابان، ولدت في سنداي، إيه كيه بي48.

## وصلات خارجية
- كارين ايواتا على موقع IMDb (الإنجليزية)
- كارين ايواتا على موقع ميوزك برينز (الإنجليزية)
- كارين ايواتا على موقع ديسكوغز (الإنجليزية)
- كارين ايواتا على موقع قاعدة بيانات الفيلم (الإنجليزية)